# Johan en de Alverman
Johan en de Alverman is een Vlaamse jeugdtelevisieserie uit 1965/1966 die geschiedenis en fantasie-elementen vermengde.

## Verhaal
Het verhaal speelt zich af rond 1650. De jonge, pas afgestudeerde chirurgijn Johan Claeszoons (Frank Aendenboom) ontmoet in het Nekkersbos een vreemd mannetje dat niet kan praten (of dat, naar later blijkt, een onverstaanbare taal spreekt). Hij deelt met het mannetje een stuk worst. Dat is het begin van een grote vriendschap. Het mannetje is een alverman (Jef Cassiers), die door koning Alberik uit de wereld Avalon is verbannen naar de wereld der mensen als straf voor zijn nieuwsgierigheid. Hij mag pas terug naar zijn volk als hij iets kan meebrengen dat van nut kan zijn voor het hele volk van Avalon. Zijn magische fluit en zijn toverring Fafifoerniek komen bij zijn avonturen goed van pas.
Al vrij snel krijgt de alverman in de wereld van de mensen de gevreesde ziekte die voor alvermannen altijd fataal afloopt.  De chirurgijn Johan gaat op zoek naar een geneesmiddel voor zijn vriend.  Johan en het mannetje krijgen ook te maken met Don Cristobal de Bobadila, die oorspronkelijk helemaal niet van adel was, maar Suyckerbuyk heette toen hij fortuin maakte als kaper, waarna hij zich een adellijke titel had aangemeten. Don Cristobal heeft een mooie dochter, Rosita (Rosemarie Bergmans), waarop Johan verliefd wordt.  Zijn rivaal, de sluwe aan lager wal geraakte en altijd in geldnood verkerende jonkheer Guy de Sénancourt (Alex Cassiers) probeert Rosita tevergeefs voor zich te winnen. Don Cristobal, die De Sénancourt als toekomstige schoonzoon hoger inschat omdat die nu eenmaal van adel is, zet zijn dienstknecht, de woeste indiaan Otorongo, in om Johan uit de buurt van Rosita te houden. Hij gaat zelfs zover zijn eigenzinnige dochter in de toren van zijn kasteel op te sluiten. Maar Rosita ontsnapt met de hulp van Johan, die Otorongo weet uit te schakelen. Uiteindelijk valt Guy de Sénancourt in ongenade omdat hij faalt in een poging om Don Cristobal te bedriegen.
Johan, die De Sénancourt ontmaskert, komt in de gunst van Don Cristobal, die hem zelfs Otorongo ter beschikking stelt om samen op zoek te gaan naar een dik geneeskundig boek dat door rondtrekkende zigeuners werd gestolen, want dat boek bevat het recept voor een geneeskrachtige drank die de alverman kan redden en waarmee die naar Avalon zal kunnen terugkeren. Dat geneesmiddel is het ideale geschenk voor zijn volk. Johan trouwt met de mooie Rosita.

## Rolverdeling
- Frank Aendenboom – Johan Claeszoon
- Jef Cassiers – alverman
- Cyriel Van Gent – Don Cristobal de Bobadila
- Rosemarie Bergmans – Rosita de Bobadila
- Dolf De Winter (Adolf de Winter)[1] – Otorongo
- Alex Cassiers – Guy de Sénancourt
- Ward De Ravet – oom Willem
- Fanny Winkler – tante Liezelotje
- Vic Moeremans – ome Ben
- Walter Moeremans – Cipolla
- Jos Mahu – Pietro
- Chris Lomme – Simone
- Marcel Hendrickx – baljuw
- Jan Reusens – boer Janus
- Roger Bolders – markies
- Raymond Bossaerts – schildwacht
- Robert Maes – koning Alberik van Avalon
- Marilou Mermans – elf in de grot
- Jacky Morel – gezant van de koning
- Jaak Van Hombeek – poortwachter

## Trivia
- De serie werd in onder andere Vlaanderen, Nederland en Italië (Gianni e il magico Alverman) meermaals uitgezonden en was een groot succes, mede door de verzorgde opnamen op historische locaties zoals het Kasteel van Gaasbeek (Pajottenland), de mergelgrotten van Folx-les-Caves (Orp-Jauche) in Waals-Brabant en het openluchtmuseum van Bokrijk. Ook de muziek (die zowel in het verhaal als bij de generiek gebruikt werd) versterkt de kracht van het verhaal als een soort leitmotiv. Zoals wel vaker bij de BRT-jeugdseries, werd de muziek geleend uit bestaande filmmuziek, in dit geval het thema The Duchess of Brighton van Miklós Rózsa voor de film The V.I.P.s.
- Het tweedelige boek van de serie (met veel foto's) is meermaals herdrukt en de serie is ook op dvd uitgebracht.
- Het wordt gezien als een van de betere producties voor de jeugd-tv uit die jaren. De beeldregie werd verzorgd door Bert Struys, de acteursregie door Senne Rouffaer. Het duo tekende voor de meeste Vlaamse jeugdseries.
- In de serie trouwt Johan met Rosita. Acteur Frank Aendenboom trouwde ook in het echt met zijn tegenspeelster Rosemarie Bergmans.
- De naam "Otorongo" wordt door de VRT nog steeds gebruikt voor het online platform waar zowel productiehuizen als burgers creatieve voorstellen kunnen indienen voor Eén, Canvas en Ketnet.